# Roman Abramovitj
Roman Arkadevitj Abramovitj (russisk: Рома́н Арка́дьевич Абрамо́вич, tr. Román Arkádevitj Abramóvitj; født 24. oktober 1966 i Saratov, Russiske SFSR, Sovjetunionen) er en russisk mangemilliardær og hovedaktionæren i det private investeringsselskab Millhouse Capital. Ifølge magasinet Forbes havde han i februar 2015 en samlet formue på $9,1 milliarder.
Roman Abramovitj blev i år 2000 udpeget til guvernør over Tjukotskij autonome okrug i det nordøstlige Rusland, en post som han beklædte indtil 3. juli 2008. Han er kendt uden for Rusland som ejer af den engelsk fodboldklub Chelsea F.C. og for sin bredere interesse i europæisk fodbold.
Roman Abramovitj er ejer af verdens næstlængste private yacht, som hedder Eclipse, hvilket betyder solformørkelse.